# Sigfrid Lundberg
Ernst Sigfrid Lundberg (Uppsala, 15 febbraio 1895 – Uppsala, 19 maggio 1979) è stato un ciclista su strada svedese.

## Palmarès

### Olimpiadi
- Argento a Anversa 1920 nella corsa a squadre.